# Steep (Hampshire)
Steep è un villaggio e parrocchia civile dell'Inghilterra, appartenente alla contea dell'Hampshire.